# Hemitriakis
Hemitriakis – rodzaj drapieżnych ryb chrzęstnoszkieletowych z rodziny mustelowatych (Triakidae).

## Rozmieszczenie geograficzne
Do rodzaju należą gatunki występujące zachodnim i północno-zachodnim Oceanie Spokojnym i wschodnim Oceanie Indyjskim.

## Morfologia
Długość ciała do 120 cm; masa ciała do 512 g.

## Systematyka
Rodzaj zdefiniował w 1923 roku amerykański botanik, lichenolog i ichtiolog Albert William Christian Theodore Herre w artykule poświęconym filipińskim rekinom opublikowanym w czasopiśmie The Philippine journal of science. Gatunkiem typowym jest (oznaczenie monotypowe) H. leucoperiptera.

### Etymologia
Hemitriakis: gr. ἡμι- hēmi- ‘pół-, mały’, od ἡμισυς hēmisus ‘połowa’; rodzaj Triakis Müller & Henle, 1838.

### Podział systematyczny
Do rodzaju należą następujące gatunki:
- Hemitriakis abdita Compagno & Stevens, 1993
- Hemitriakis complicofasciata Takahashi & Nakaya, 2004
- Hemitriakis falcata Compagno & Stevens, 1993
- Hemitriakis indroyonoi White, Compagno & Dharmadi, 2009
- Hemitriakis japanica (Müller & Henle, 1839)
- Hemitriakis leucoperiptera Herre, 1923